# Lichoklas
Lichoklas je typ složeného, obvykle heterotaktického květenství, které je natolik staženo, že nabývá podoby klasu (licho- zde znamená „falešný“, „nepravý“). Jde o charakteristické květenství mnoha rodů i čeledí rostlin, může nabývat různých tvarů (válcovitý či téměř kulovitý). Typické je například pro některé druhy lipnicovitých, kde se tak zpravidla označuje úzce stažená lata těsně přisedlých klásků (např. psárka, bojínek a další). U některých hluchavkovitých rostlin je lichoklas tvořen staženými, vrcholově nahloučenými lichopřesleny (bukvice lékařská, máta klasnatá, agastache, klasnatka). Lichoklas složený ze svazečků mají některé divizny. Termín však nebývá vždy používán důsledně, někdy jsou jím označována i stejně vypadající složená květenství homotaktická (například klas klásků u lipnicovitých, typicky obiloviny jako pšenice nebo ječmen).

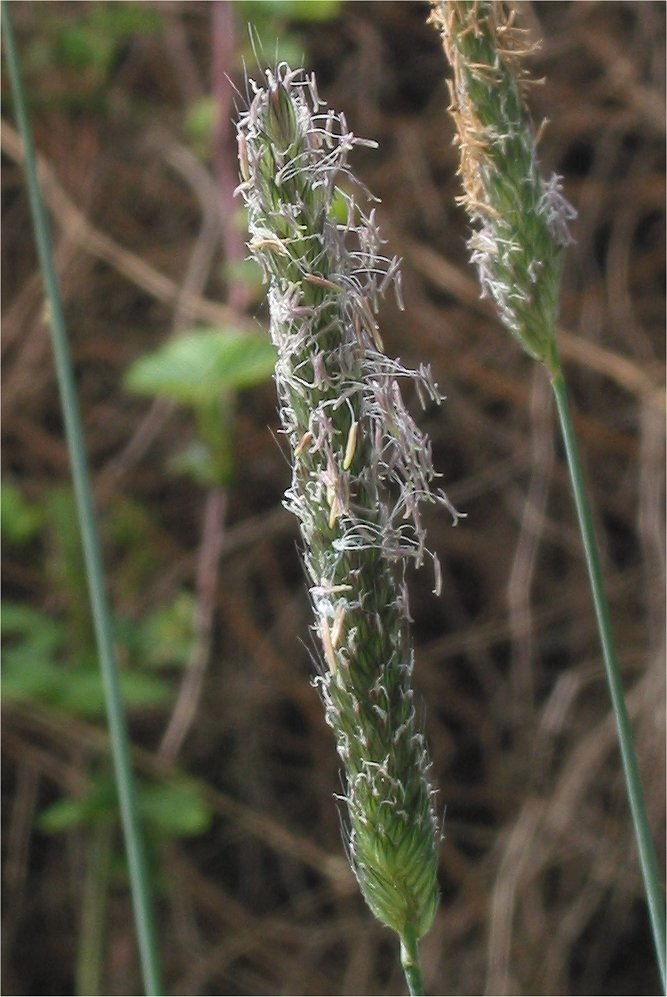
Lichoklasy (stažené laty klásků) psárky luční
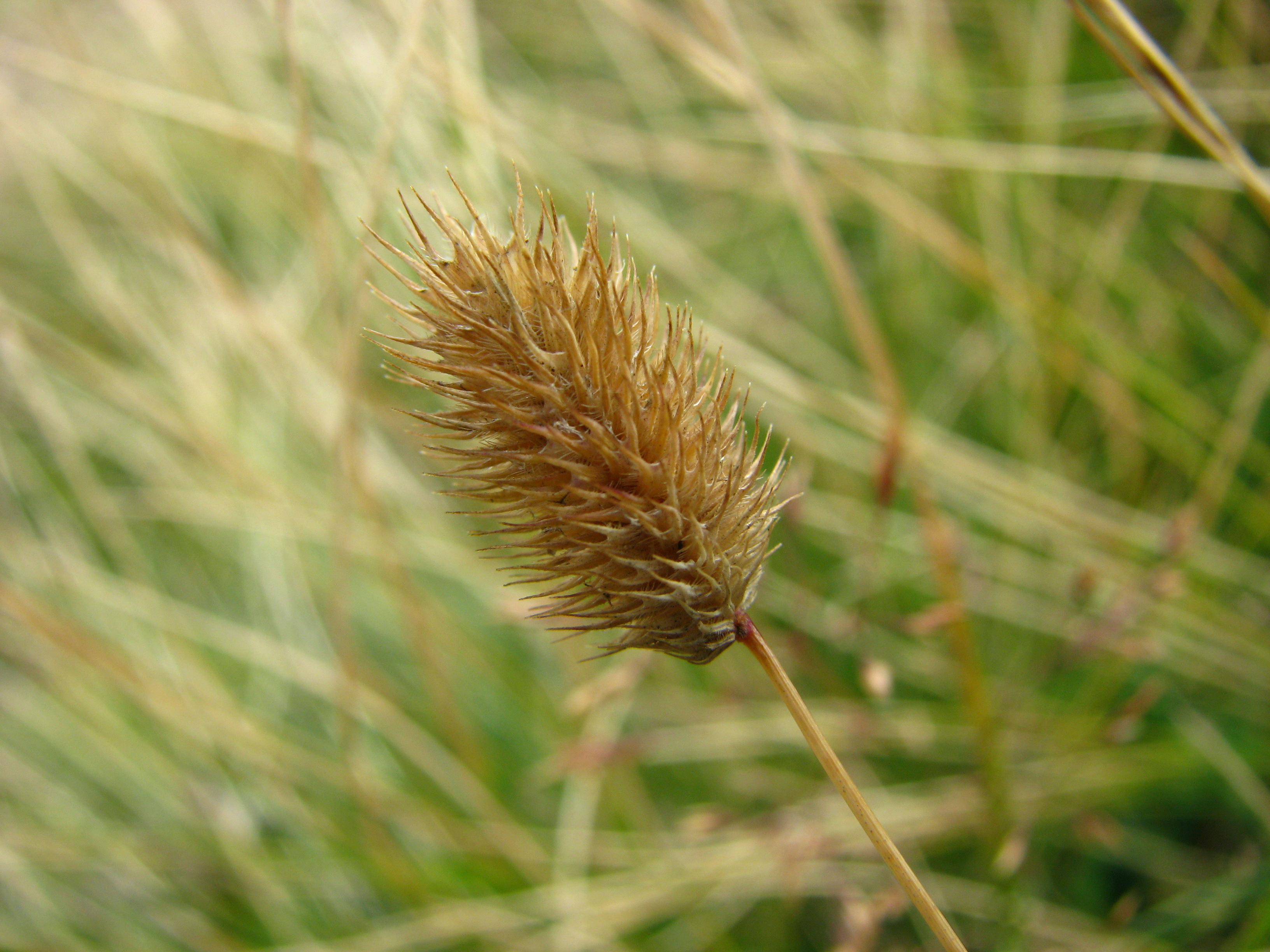
Lichoklas bojínku Phleum alpinum
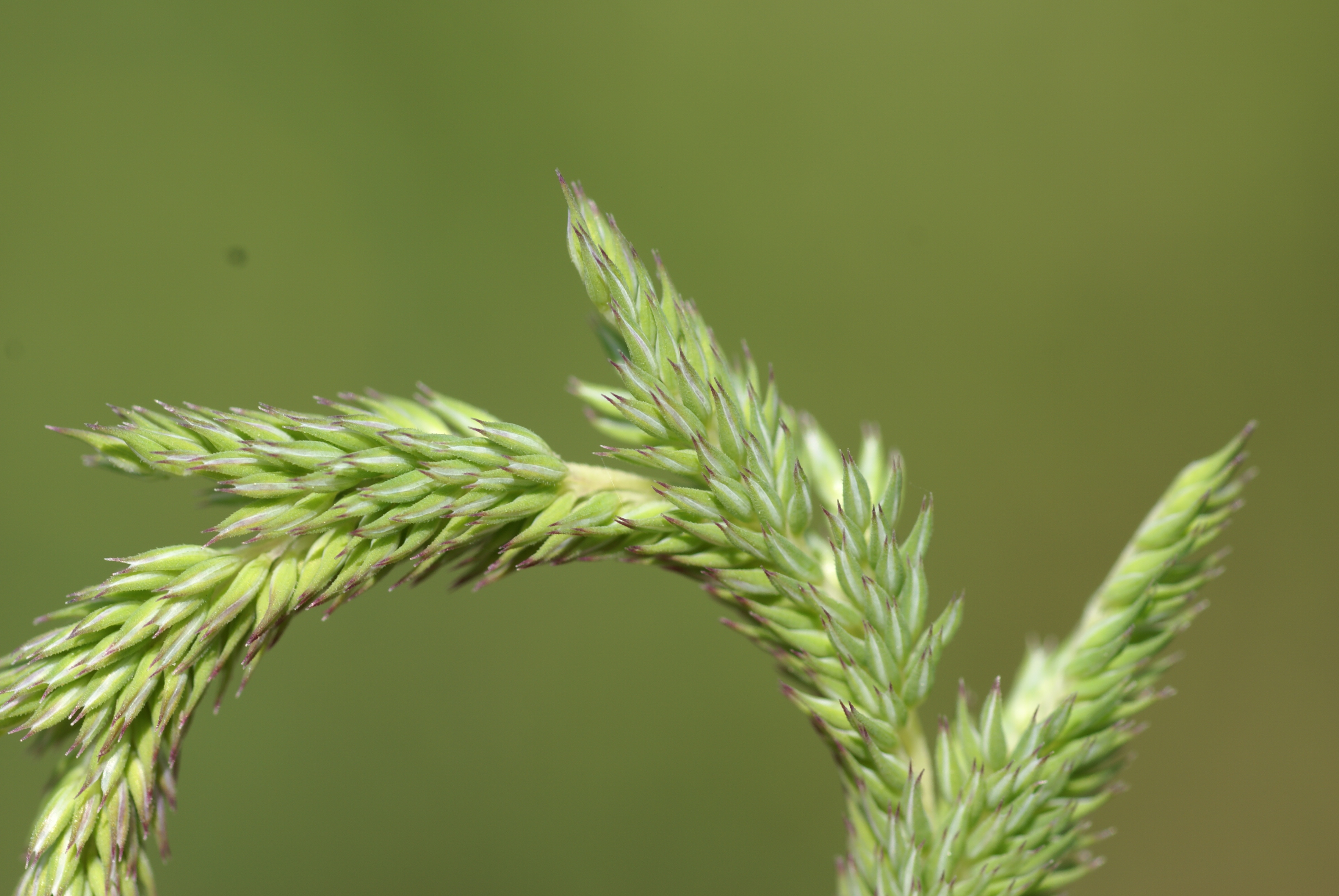
Při ohnutí lze pozorovat strukturu lichoklasu u bojínku tuhého (Phleum phleoides)
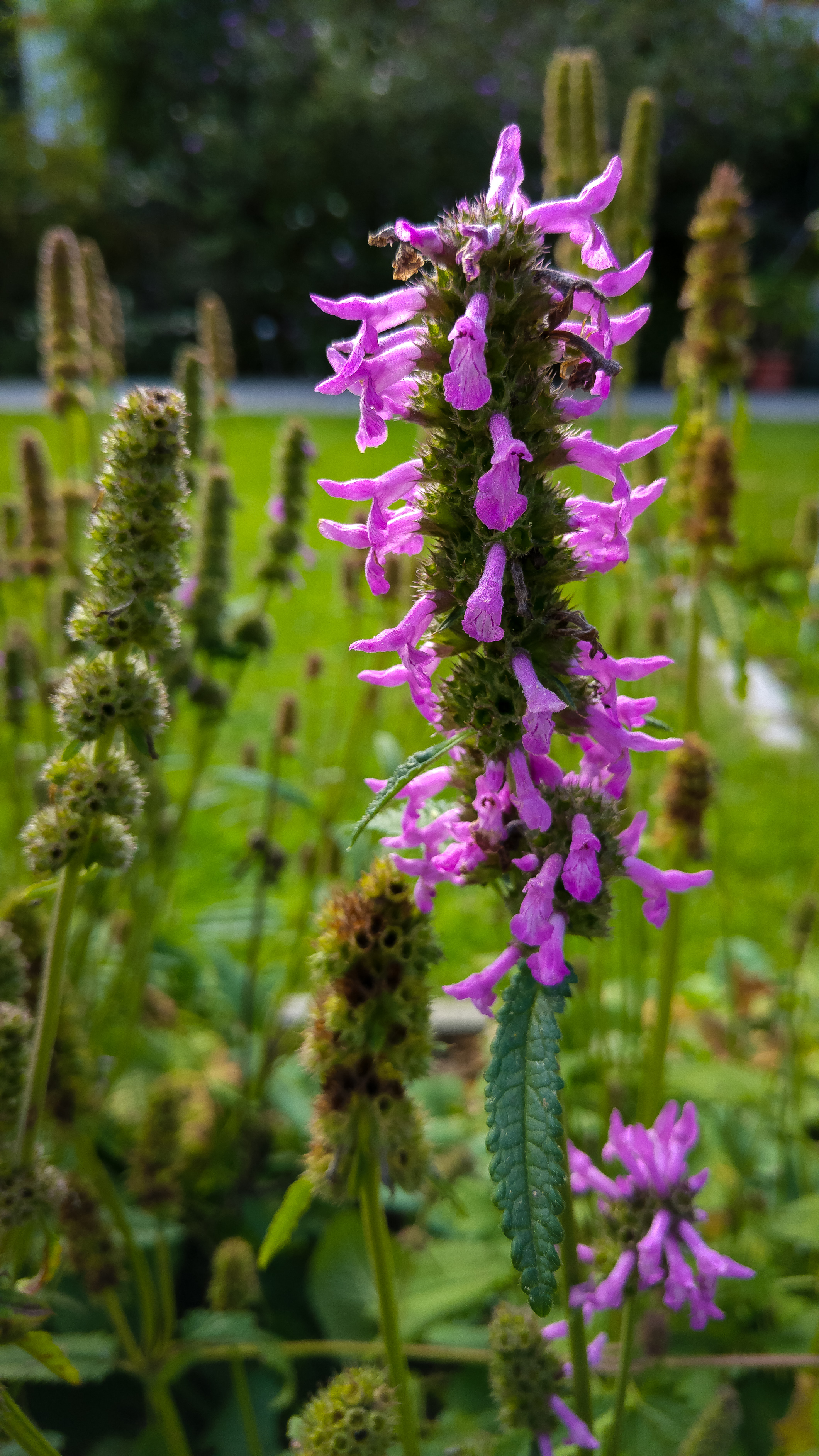
Stažený lichoklas u bukvice lékařské
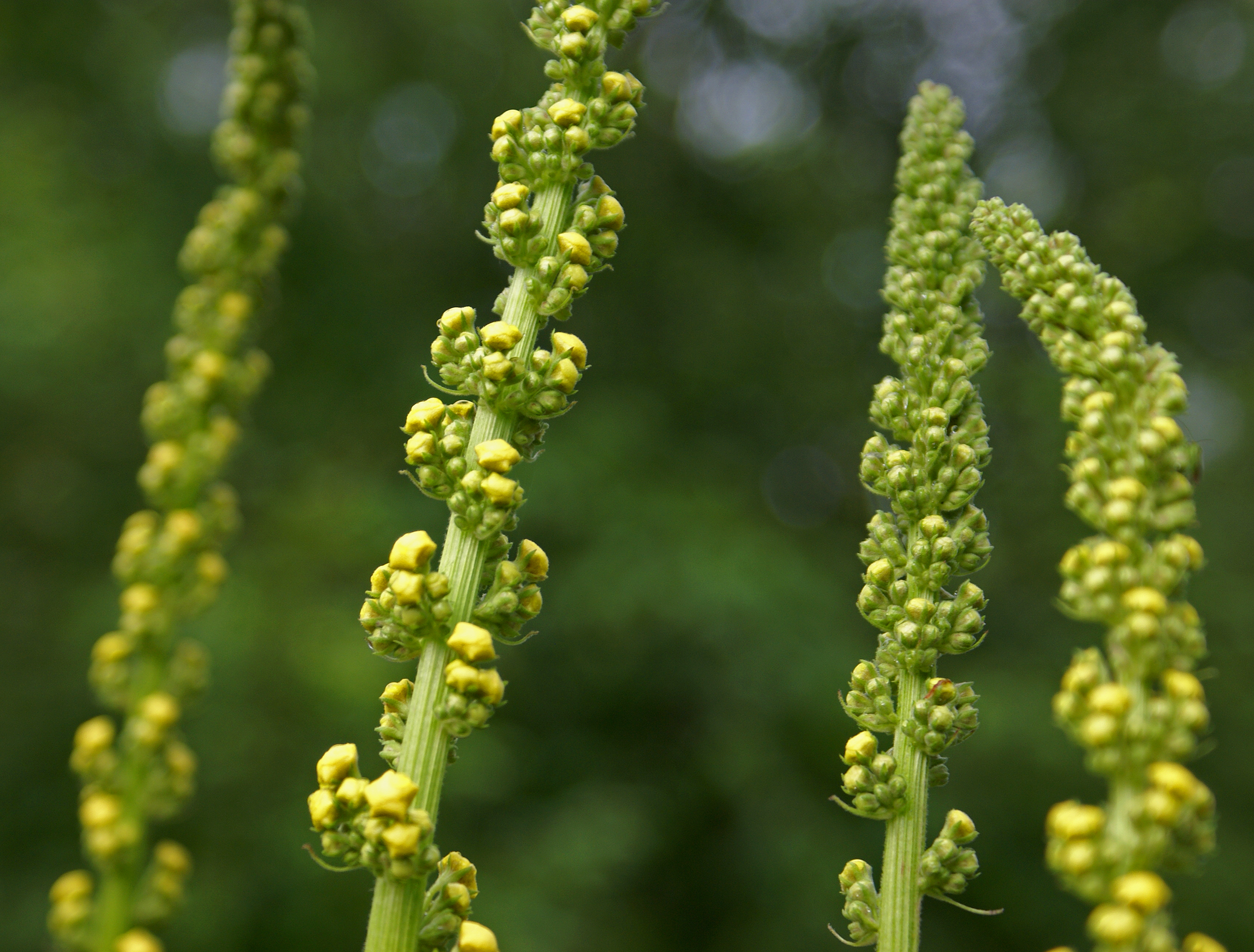
Struktura doposud nerozkvetlého lichoklasu u divizny černé